# Sylvie Heppel
Marie Jeanne Sylvie Heppel (Le Bic, 3 novembre 1909 – Laval, 8 janvier 1995) est une chanteuse et actrice québécoise. Elle fut de la première distribution des Belles-Sœurs de Michel Tremblay. Elle a tenu le rôle de Mme Bordeleau, la mère de Jean-Paul Bordeleau dans la série Chez Denise.

## Biographie
Née en 1909, la comédienne Sylvie Heppel se fait connaître sous le nom de Sylvia d’Arville alors qu’elle commence une carrière dans les cabarets vers la fin des années 1930. Se produisant dans des cabarets, tels l’Esquire et le Quartier, elle chante très souvent à la radio où sa voix de rossignol colorature était reconnaissable entre toutes. Après s’être exilée à New York pendant un temps, elle revient au Québec dans les années 1940 et se produit notamment aux côtés de Rose Ouellette, Juliette Pétrie et Jean Grimaldi avec qui elle découvre les plaisirs du théâtre, puis du cinéma (elle joue notamment dans Red de Gilles Carle en 1970 ou dans Le soleil se lève en retard d'André Brassard en 1977).
En 1968, elle se joint à la toute première distribution du désormais classique théâtral québécois, Les Belles-Sœurs de Michel Tremblay. Présentée au Théâtre du Rideau Vert, elle joue le rôle de Yvette Longpré, le personnage qui énumère avec passion tous les noms de sa parenté et des membres de son village présents à une fête. Mme Heppel joue aussi au petit écran dans Moi et l'autre et Chez Denise.
Sylvie Heppel se retire graduellement du monde du show-business et s’éteint le 8 janvier 1995.

## Filmographie

### Cinéma
- 1970 : Red de Gilles Carle : Catherine
- 1970 : En pièces détachées (téléthéâtre) (téléthéâtre basé sur la pièce de Michel Tremblay) : Madame Soucy
- 1972 : Françoise Durocher, waitress d'André Brassard : L'une des Françoise Durocher
- 1974 : Il était une fois dans l'Est d'André Brassard : Thérèse Dubuc, une belle-sœur
- 1975 : Les Mensonges que mon père me contait (Lies My Father Told Me) de Ján Kadár : rôle inconnu
- 1977 : Le soleil se lève en retard d'André Brassard : Mme de Carufel, la femme du patron de l'agence de rencontres
- 1982 : Doux Aveux de Fernand Dansereau : Mme Gamache
- 1985 : La Dame en couleurs de Claude Jutra : Sœur Sainte-Marie
- 1988 : Le Grand Jour de Jean-Yves Laforce : rôle inconnu

### Télévision
- 1969 - 1971 : Moi et l'autre : Mme Dupuis, mère de François Dupuis
- 1978 : Scénario (téléthéâtre) : La gardienne dans l'épisode La rose des sables
- 1979 à 1980 : Frédéric : La cliente
- 1979 à 1982 : Chez Denise : Mme Bordeleau, mère de Jean-Paul Bordeleau
- 1984 : Les Petites cruautés, court métrage de Michel Bouchard : divers rôles

## Théâtre
- 1968 et 1969 : Les Belles-Sœurs de Michel Tremblay, mise en scène de André Brassard - rôle de Yvette Longpré
- 1971 : Les Belles-Sœurs de Michel Tremblay, mise en scène de André Brassard - rôle de Thérèse Dubuc
- 1973 et 1974 : Les Belles-Sœurs de Michel Tremblay, mise en scène de André Brassard - rôle de Yvette Longpré
- 1977 : Dernier recours de Baptiste à Catherine (Une fresque historique en cinq tableaux) de Michèle Lalonde, mise en scène d'André Pagé